# Rüti bei Lyssach
Rüti bei Lyssach (toponimo tedesco) è un comune svizzero di 166 abitanti del Canton Berna, nella regione dell'Emmental-Alta Argovia (circondario dell'Emmental).

## Storia
Tra il 1798 e il 1803 fu accorpato a Lyssach.

## Monumenti e luoghi d'interesse
- Chiesa riformata, attestata dal 1275[1].

## Società

### Evoluzione demografica
L'evoluzione demografica è riportata nella seguente tabella:
Abitanti censiti

## Amministrazione
Ogni famiglia originaria del luogo fa parte del cosiddetto comune patriziale e ha la responsabilità della manutenzione di ogni bene ricadente all'interno dei confini del comune.